# Jessica Drake
Jessica Drake (* 14. Oktober 1974 in San Antonio, Texas als Angela Patrice Heaslet) ist eine US-amerikanische Pornodarstellerin.

## Leben
Nachdem Drake jahrelang als Stripperin in einem Club in El Paso aktiv gewesen war, drehte sie 2000 ihren ersten Pornofilm. Im selben Jahr wurde sie für den AVN Award als Best New Starlet nominiert. Neben ihrer Arbeit im Hardcore-Bereich ist Jessica Drake auch in Soft-Filmen aktiv (so dreht sie Erotikfilme für das amerikanische Kabelfernsehen). 2003 unterschrieb sie einen Exklusivvertrag mit Wicked Pictures.
Zu ihren bekanntesten Filmen zählen der Fantasy-Porno Dream Quest von Brad Armstrong, der Science-Fiction-Porno Space Nuts sowie der Film Manhunters. Drake war von 2002 bis 2004 mit dem Darsteller Evan Stone verheiratet. Seit 2003 ist sie mit Brad Armstrong zusammen; 2006 heirateten die beiden.
Drake ist im Musikvideo zur Single Telephone von Lady Gaga featuring Beyoncé zu sehen.
Im Oktober 2016 beschuldigte Drake den republikanischen Kandidaten für die US-Präsidentschaftswahl 2016 Donald Trump, sie und zwei ihrer Begleiterinnen 2006 sexuell belästigt zu haben. Bei einem Golfturnier 2006 soll Trump sie und ihre Begleiterinnen unaufgefordert umarmt, geküsst und ihnen Geld für Geschlechtsverkehr geboten haben.

## Filmografie (Auswahl)
- 1999: Ka$h
- 1999: Pussyman’s Decadent Divas 4
- 2000: Sexcalibur
- 2000: Adrenaline
- 2002: Falling From Grace
- 2003: Space Nuts
- 2004: Highway Ladies
- 2004: Slave to Love

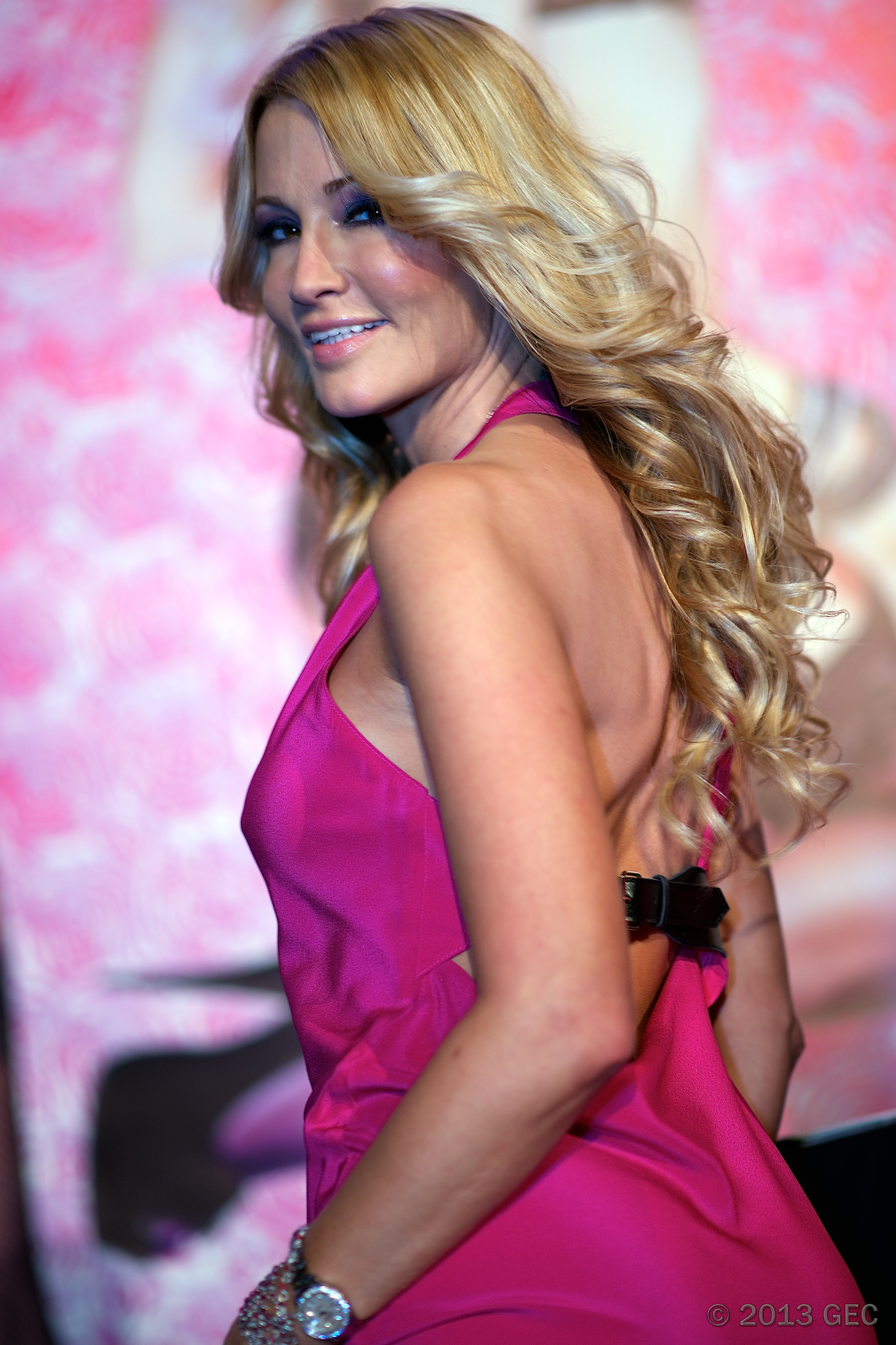
Jessica Drake (2013)

- 2005: Camp Cuddly Pines Powertool Massacre
- 2005: Curse Eternal
- 2005: Eternity
- 2006: Manhunters
- 2006: Fuck
- 2006: Delilah
- 2007: Tasty
- 2007: Coming Home
- 2007: The Craving
- 2008: Fallen
- 2008: Seduction
- 2009: 2040
- 2009: House of Wicked
- 2009: Wicked Games
- 2009: Revenge Inc.
- 2010: Speed
- 2010: Hooked
- 2010: 3 Days In June
- 2011: The Rocki Whore Picture Show: A Hardcore Parody
- 2011: Horizon
- 2011: Office Encounters
- 2012: Men in Black: A Hardcore Parody
- 2012: A Love Story
- 2012: Countdown
- 2012: The Craving 2
- 2012: Crazy In Love
- 2012: Jessica Drake’s Guide to Wicked Sex: G-Spot and Female Ejaculation
- 2013: Underworld
- 2013: Tuff Love
- 2013: Jessica Drake’s Guide To Wicked Sex: Woman To Woman
- 2013: Sexpionage: The Drake Chronicles
- 2014: Aftermath
- 2014: Snow White XXX: An Axel Braun Parody
- 2014: Sinners Ball
- 2014: Hot For Teacher
- 2015: Magic Mike XXXL: A Hardcore Parody
- 2015: Wanted
- 2015: Love, Lust & Longing
- 2015: Starmaker
- 2016: DNA
- 2016: Casual Encounters
- 2016: Sexbots: Programmed For Pleasure
- 2016: Jessica Drake’s Guide To Wicked Sex: Kama Sutra
- 2017: Jessica Drake Is Wicked
- 2017: An Inconvenient Mistress
- 2017: Justice League XXX: An Axel Braun Parody
- 2018: Fallen II: Angels & Demons
- 2018: Deadpool XXX: An Axel Braun Parody
- 2018: The Possession Of Mrs. Hyde
- 2018: Carnal
- 2019: Divine
- 2019: Lost Love

## Auszeichnungen

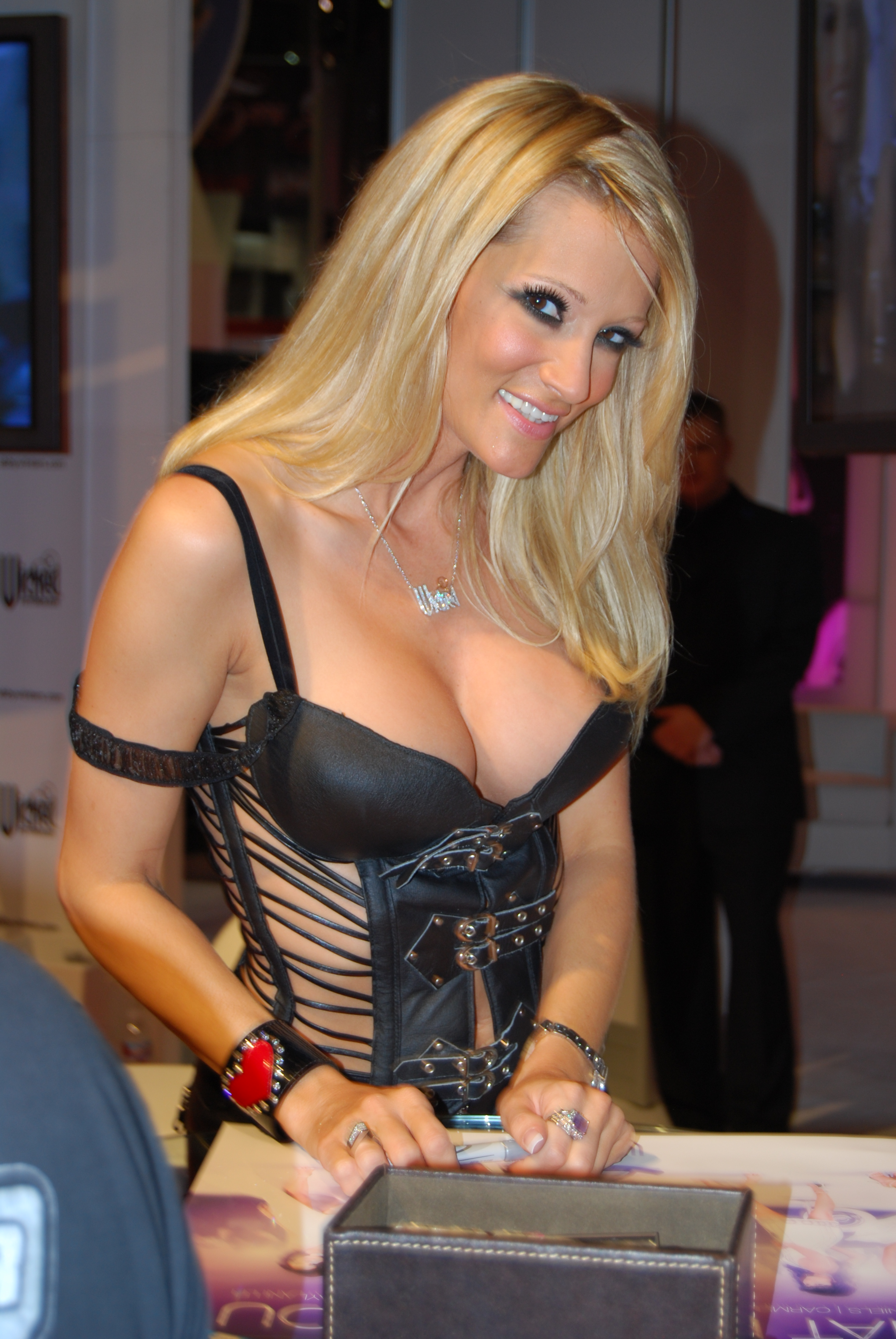
Jessica Drake bei der Adult Entertainment Expo 2008

- 2001: AVN Award für Best Tease Performance in Shayla's Web
- 2002: NightMoves Award als Best Actress (Editor’s Choice)
- 2005: AVN Award als Best Actress – Video in Fluff and Fold
- 2005: AVN Award für Best Oral Sex Scene – Film in The Collector
- 2005: XRCO Award für Best Single Performance, Actress in Fluff and Fold
- 2006: Eroticline Award als Beste Darstellerin USA
- 2006: Temptation Award als Best Actress – Video (in Curse Eternal)[5]
- Adult Stars Magazine, Consumers Choice Award als Best Overall Actress
- 2007: AVN Award als Best Actress – Film in Manhunters[6]
- 2007: AVN Award für Best All-Girl Sex Scene – Film (zusammen mit Katsumi, Felecia und Clara G.)[6]
- 2008: Eroticline Award der Kategorie Spezialpreis für besondere Leistungen
- 2009: AVN Award als Best Actress in Fallen[7]
- 2009: AVN Award für Best Double Penetration Sex Scene in Fallen (zusammen mit Eric Masterson und Brad Armstrong)[7]
- 2009: NightMoves Award als Best Female Performer (Editor’s Choice)
- 2009: Aufnahme in die NightMoves Hall of Fame
- 2009: NightMoves Award der Kategorie Triple Play Award (für Tanzen/Performen/Regie)
- 2011: Aufnahme in die XRCO Hall of Fame
- 2014: TLA RAW Award in der Kategorie Best sex toy für Jessica Drake’s Fleshlight[8]
- 2015: XBIZ Award als Best Actress – Parody Release in Snow White XXX: An Axel Braun Parody[9]